# Nils Middelboe
Nils Middelboe (Brunny, 18 ottobre 1887 – Frederiksberg, 21 settembre 1976) è stato un mezzofondista, triplista e calciatore danese, di ruolo centrocampista.
Era il fratello di Kristian Middelboe, a sua volta calciatore della nazionale danese.

## Carriera

### Nazionale
Middelboe segnò il primo gol nella storia della Nazionale danese di calcio, nel 1908; questa rete fu anche la prima ad essere segnata in una partita di calcio alle Olimpiadi. Con la Danimarca prese parte a tre edizioni dei Giochi olimpici (1908, 1912 e 1920), ottenendo la medaglia d'argento nelle prime due. Nel 1913 venne acquistato dal Chelsea, di cui divenne il primo calciatore straniero della storia. Vi rimase fino al 1923, poi continuò a giocare ancora per alcuni anni in Inghilterra da dilettante. Nel 1936 tornò in Danimarca per allenare il KB, portato alla vittoria del titolo nel 1940. 

### Altri sport
Fu anche un eccellente atleta e detenne il record nazionale danese degli 800 metri piani e del salto triplo.

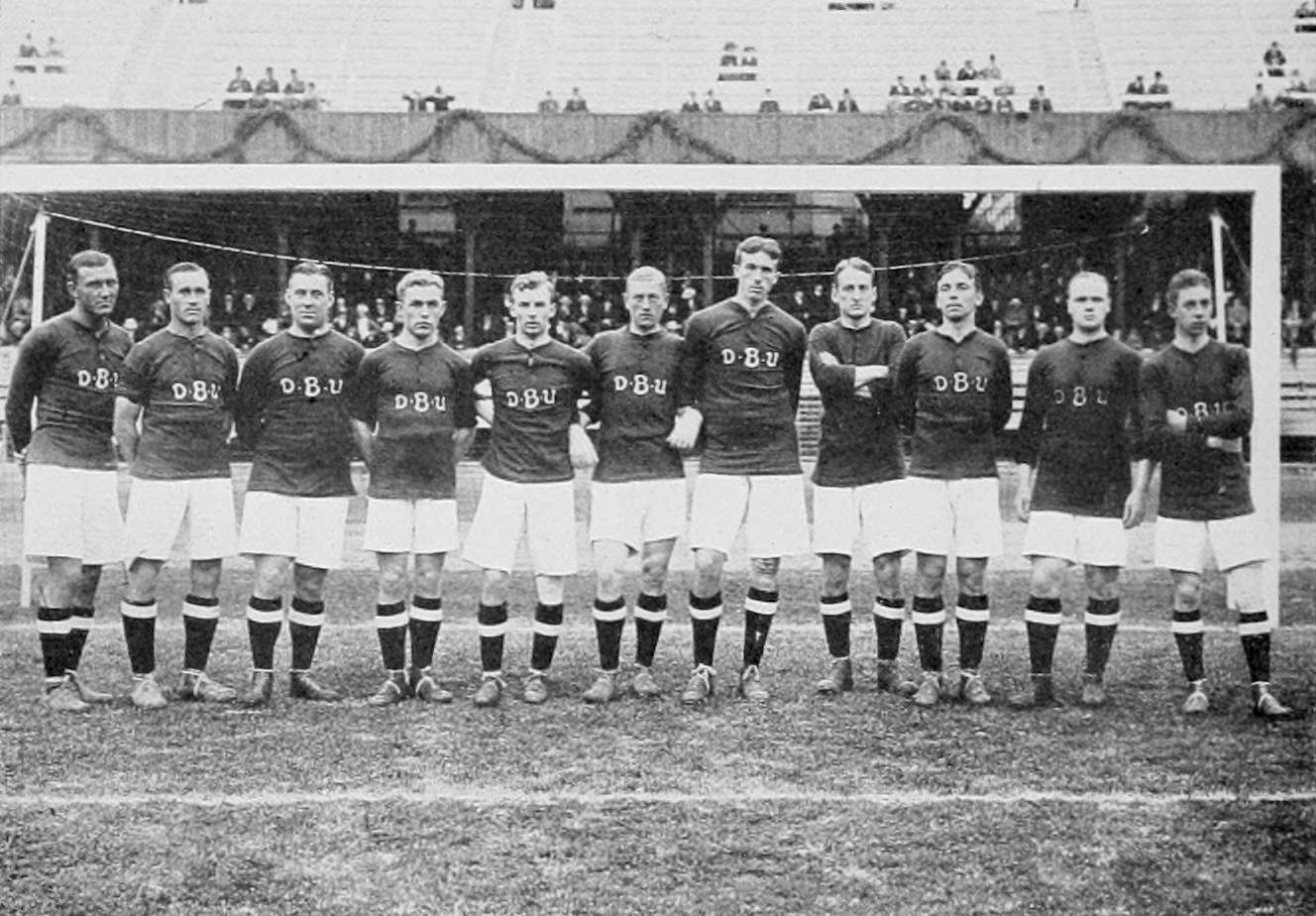
La nazionale danese vincitrice della medaglia d'argento nel 1912. Da sinistra: Anton Olsen, Sophus "Krølben" Nielsen, Harald Hansen, Paul Berth, Poul Nielsen, Sophus Hansen, Nils Middelboe, Charles Buchwald, Oskar Nørland, Emil Jørgensen, Vilhelm Wolfhagen.

## Palmarès

### Giocatore

#### Club
- Campionato danese: 1

KB: 1912-1913

#### Nazionale
- Argento olimpico: 2

Londra 1908, Stoccolma 1912

### Allenatore
- Campionato danese: 1

KB: 1939-1940